# Fujiwara no Kanezane
Fujiwara no Kanezane (藤原兼実, [[[1149]] - 1207] Erro: {{japonês}}: texto da transliteração contém caractere não latino (pos 19) (ajuda)), também conhecido como Kujō Kanezane (九条兼実), é o fundador do Ramo Kujō  do Clã Fujiwara (com o incentivo de Minamoto no Yoritomo).

## Vida
Kanezane era descendente da linhagem de Michinaga do Ramo Hokke, era o terceiro filho de Fujiwara no Tadamichi, e irmão do monge budista Jien, autor do Gukanshō. Yoshitsune era seu filho.
Kanezane organizou a compilação Kitano Tenjin Engi, a história do Santuário Kitano. E escreveu um Diário, o Gyokuyō que circulou entre 1164 e 1201.

## Carreira
Em 1166 foi nomeado Udaijin durante o reinado do Imperador Rokujo.

### Papel nas Guerras Guenpei
Em 1180 ocorreu o inicio das Guerras Genpei. O Príncipe Mochihito que era o filho do Imperador Go-Shirakawa estava cada vez mais desiludido, pois temia as manobras dos Taira para entregar o trono ao Imperador Antoku, que era parente dos Taira. Então conclamou o Clã Minamoto para derrubar os Taira. Yoritomo, o chefe dos Minamoto, respondeu. Contava com o apoio total do Clã Hōjō e do Clã Tokimasa.  Ao final da  primeira batalha de Uji, Mochihito foi morto, apesar da tentativa dos Minamotos e dos monges sohei de Mii-dera de colocá-lo a salvo. Como recriminação pelo apoio dos sohei à Mochichito, Taira no Kiyomori queria castigar Nara. Para isso ele convocou uma conferência de nobres. Membros da Corte como Fujiwara no Takasue e Minamoto no Michichika se alinharam com Kiyomori. Mas Fujiwara no Tsunemune e Kanezane, Sadaijin e Udaijin por vários anos, estavam presentes, e Kanezane falou resolutamente contra o ataque a Nara:
| “ | Desde que não há nenhuma prova definitiva, não devemos de forma imprudente castigar aqueles incomparáveis templos. Além disso, o Grande Kami Iluminando do Santuário Kasuga em Nara é mais importante guardião Kami do Japão. A Lei Imperial e a Lei Budista são como os dois chifres de um boi: não devem ser destruídos nunca. | ” |

Estas palavras conseguiram com que a maioria dos membros na reunião acatassem a proposta de Kanezane o que fez com que o Cerco de Nara fosse adiado por um tempo, mas os Taira conseguiram por fim realizar sua vingança.

### Sucessão do Imperador Antoku
Após a Batalha de Kurikara (em 2 de Junho de 1183, quando Minamoto no Yoshinaka entrou na capital, o clã Taira fugiu com Antoku e os  tesouros sagrados para Yashima (atual Takamatsu, província de Kagawa).
Os Minamotos perseguiram os Tairas e Antoku até que em 25 de Abril de 1185 os Minamoto conseguem alcançar Antoku, e entraram em confronto contra os Taira na Batalha de Dan no Ura. Ao final da batalha temendo a derrota Taira no Tokiko, a viúva de Taira no Kiyomori e avó de Antoku, afogou-se, juntamente com o jovem ex-imperador.
Neste ínterim Kanezane foi conversar com o Imperador Aposentado Go-Shirakawa sobre as preocupações do povo em não existir um Imperador na Capital e que se deveria pensar na questão da Sucessão. Estas palavras eram exatamente o que Go-Shirakawa queria ouvir, e passou a consultar  outros ministros sobre a situação, principalmente Tsunemune e Motofusa.
Go-Shirakawa considerou para essa escolha os três filhos de ex-Imperador Takakura. Um deles, o Príncipe Morisada tinha sido levado no barco em que os Taira fugiram. Os outros dois (Príncipe Koreakira e Príncipe Takanari) ainda estavam na capital. Go-Shirakawa os chamou para uma entrevista. O Príncipe Takanari, veio disposto a obter o posto. Além disso, os adivinhos, aconselharam que este príncipe seria uma boa escolha.
Decisão tomada, o Príncipe Takanari foi entronizado como Imperador Go-Toba em 20 de Agosto de 1183. Muitos novos precedentes foram estabelecidos em seguida, mas Go-Shirakawa, com o apoio de Kanezane conseguiu realizá-los.

### Kanezane é nomeado Inspetor Imperial
No dia 25 de Dezembro de 1185, um decreto imperial foi emitido nomeando Kanezane para o cargo de Inspetor Imperial. Neste mesmo decreto Fujiwara no Mitsumasa (diretor da Secretaria Imperial) e Fujiwara no Takamoto (secretário do Conselho de Estado) foram removidos da Secretaria. Minamoto no Yoritomo pediu que todas as pessoas que fossem sancionadas com o edito imperial deveriam ser submetidas à investigação. Tsunemune também fora sancionado no edital, mas Yoritomo não disse nada sobre removê-lo do cargo. Até quando Yoritomo discursava sobre “esses nobres de alto escalão que faziam consultas antes de enviarem relatórios para o trono”, não mencionou Tsunemune, depois disso Takashina no Yasutsune e todos os outros que tinham sido auxiliares do Imperador Go-Shirakawa foram colocados sob prisão domiciliar. Mais tarde, no dia 26 de Novembro de 1186, outro decreto imperial foi emitido para a prisão de Minamoto no Yoshitsune.

### Kanezane é nomeado Sesshō
Em 12 de março de 1186, Kanezane tornou-se Sesshō por decreto do Imperador Go-Toba. Por ter sido nomeado ao cargo de Inspetor Imperial no ano anterior, foi pego de surpresa. Mas toda a corte ficou aliviada quando isso ocorreu.
No dia 16 deste mesmo mês, Kanezane foi ao Palácio Imperial expressar sua gratidão ao Imperador Go-Toba pela nomeação. Enquanto conversava com o Imperador Aposentado Go-Shirakawa, que o aconselhou a conduzir os assuntos de Estado, sem prestar qualquer deferência traçando o rumo que achar melhor”.
Ainda sobre a nomeação, o Shogun Yoritomo, enviou mensageiros das províncias orientais que lhes prestaram o apoio e fizeram promessas sobre vários assuntos. Posteriormente em 1190, torna-se Kanpaku de Go-Toba continuando a desempenhar o cargo de Daijō Daijin nomeado em 1189.

### Yoshimichi e Ninshi
Um grande jantar de gala foi realizado no dia 28 de Novembro de 1186 para celebrar a nomeação do filho e herdeiro de Kanezane o Dainagon Yoshimichi (1167-1188), como Naidaijin, nesta mesma ocasião Kanezane lhe tinha passado a liderança do Clã. Marcaram e realizaram no primeiro mês de 1188 uma peregrinação de agradecimento ao Santuário Kasuga marcada com muita pompa.
Então Yoshimichi de repente morre durante o sono na madrugada do dia 20 de fevereiro de 1188. Imediatamente após a morte prematura de Yoshimichi, Kanezane entrou em luto, comunicando o fato ao Imperador Aposentado e pensando em entrar para o sacerdócio budista.
Mas Kanezane também tinha uma filha Ninshi (1173 - 1238), Kanezane queria colocá-la no Palácio Imperial quando Go-Toba celebrasse sua maioridade, em 1190. Mas Kanezane não acreditava ser capaz de realizar esse desejo pois Go-Shirakawa tinha planos semelhantes de desposar sua filha Judo-ji. Além disso, Yoritomo também tinha uma filha o que dificultaria ainda mais colocar Ninshi no Palácio. Apesar das dificuldades conseguiu realizar seu intento, então depois que o Imperador Go-Toba comemorou sua maioridade no dia 3 de janeiro de 1190, Kanezane colocou sua filha Ninshi no Palácio como consorte de Go-Toba. Anos mais tarde Ninshi foi forçada a deixar o palácio após a Crise de 1196, pois ela e seu pai Kanezane foram convertidos por Honen à seita Terra Pura que fora proibida por um decreto de Go-Toba.

### A morte de Go-Shirakawa e o co-governo com Yoritomo
Go-Shirakawa morreu no dia 13 de março de 1192. Ele estava com problemas urinários há alguns anos, mas haviam relatado alguma melhora. Durante o período em que estava doente, e sempre que Go-Toba ia visitá-lo, Go-Shirakawa fornecia ao Imperador um relatório completo sobre os assuntos de Estado. Go-Shirakawa foi o terceiro Imperador Aposentado - após Shirakawa e Toba - a administrar os assuntos do Estado após renunciar ao Trono do Crisântemo. Como não tinha nenhum Imperador Aposentado para executar tais funções. Kanezane e Yoritomo firmaram um acordo de administrarem em conjunto os assuntos de Estado, consultando um ao outro.
Kanezane, quando se tornou Daijō Daijin, mandou reconstruir o grande complexo de templos Kofuku-ji (o templo dos Fujiwara) localizado ao lado do Tōdai-ji. O original fora quase completamente destruído. O novo complexo incluía o Salão Nanen com seu objeto sagrado de adoração, uma estátua de Amoghapasa com 16 metros de altura. A cerimônia para a dedicação do templo reconstruído foi realizada no dia 22 de setembro de 1194. Logo em seguida, foi reinaugurado no dia 13 de março de 1195, com a participação do Imperador Go-Toba, acompanhado por sua mãe (a Imperatriz Shichijo), Yoritomo chegou à capital no dia 4 para mais uma visita curta, e no dia da cerimônia, foi ao templo cercado por soldados.
Yoritomo e Kanezane se encontraram várias vezes. Não muito tempo depois, no dia 25 de julho de 1195, Yoritomo voltou a Kamakura, provavelmente porque estava desconfortável com os acontecimentos de lá.

### Demissão de Kanezane como Daijō Daijin
No inverno de 1196 por sua conversão à seita Terra Pura, Kanezane foi colocado sob prisão domiciliar; Konoe Motomichi (1160 - 1233) foi nomeado Daijō Daijin em seu lugar, e sua filha, Ninshi, foi forçada a deixar o palácio. O Principe Sacerdote Shonin (1169 - 1197), um discípulo Myoun que foi capturado no momento do ataque que Yoshinaka invadiu o Palácio de Go-Shirakawa em 1183. Shonin crescera no Palácio Imperial e o visitava diariamente, trazendo e levando informações ao Jodo-ji depois da morte de Go-Shirakawa em 1192.
As grandes propriedades que estavam sendo administradas por Go-Shirakawa nas províncias de Harima e Bizen foram divididas entre Kanezane; Fujiwara no Naritsune e Fujiwara no Sanenori, os chefes das casas que formavam o Sekke. Além disso demitiram os comandantes militares e administradores leais a Go-Shirakawa destas províncias. Kanezane acreditava que estes atos administrativos seriam aprovados por Yoritomo. Mas Jodo-ji não gostou nenhum pouco. Conspirava com Shonin e pedia a Michichika que derrubasse Kanezane. Então arquitetaram um plano que consistiu em dizer para Go-Toba, em Kyoto, que Yoritomo não gostava de Kanezane, e dizer a Yoritomo, em Kamakura, que Go-Shirakawa tinha sentimentos ruins com relação a Kanezane. E se fossem acareados planejavam dar explicações plausíveis, mas diferentes para Yoritomo e Go-Toba. Ninshi acabou sendo transferida do Palácio Imperial para o Hancho-In em 23 de novembro de 1196. No edito imperial do dia 25 daquele mês, o ex-regente Motomichi foi nomeado Daijō Daijin e se tornou líder do clã Fujiwara.

### Últimos anos
Em 9 de dezembro de 1201 a mulher de Kanezane morreu, este ficou muito entristecido e se afastou de todos os cargos políticos se tornando monge budista em janeiro de 1202.
Após Kanezane ter entrado no sacerdócio como discípulo do Terra Pura ocorreu o banimento de Honen. Em seguida, após uma longa doença, quando Kanezane não podia mais se levantar ou sentar sem ajuda, morreu no dia 5 de abril de 1207.
| Precedido por Fujiwara no Moronaga  | 35º Daijō Daijin (1189 - 1190)               | Sucedido por Fujiwara no Kanefusa |
| Precedido por Fujiwara no Yoshi     | 50º Sadaijin (1197 - 1198)                   | Sucedido por Fujiwara no Kanemasa |
| Precedido por Fujiwara no Tsunemune | 78º Udaijin (1166 - 1186)                    | Sucedido por Tokudaiji Sanesada   |
| Precedido por Fujiwara no Yoshi     | 30º Naidaijin (1165 - 1166)                  | Sucedido por Taira no Kiyomori    |
| Precedido por Fujiwara no Tadamichi | -- 20º Líder dos Hokke Fujiwara (1164 -1164) | Sucedido por Ninguém              |
| Precedido por Ninguém               | -- 1º Líder dos Kujō Fujiwara (1164 -1186)   | Sucedido por Kujō Yoshimichi      |
| Precedido por Kujō Yoshimichi       | -- Líder dos Kujō Fujiwara (1188 -1202)      | Sucedido por Kujō Yoshitsune      |